# برایان بولس
برایان بولس (انگلیسی: Brian Bulless; ۴ سپتامبر ۱۹۳۳ – ۷ دسامبر ۲۰۱۶) بازیکن فوتبال بود.
از باشگاه‌هایی که در آن بازی کرده‌است می‌توان به باشگاه فوتبال هال سیتی اشاره کرد.